# Max de Terra
Max de Terra (Zurich, Švicarska, 6. listopada 1918. – Zurich, Švicarska, 29. prosinca 1982.) je bio švicarski vozač automobilističkih utrka.
U Formuli 1 je nastupio na dvije VN Švicarske 1952. i 1953., no nije uspio osvojiti bodove.

## Vanjske poveznice
- Max de Terra - Stats F1